# Arrondissement Moeskroen

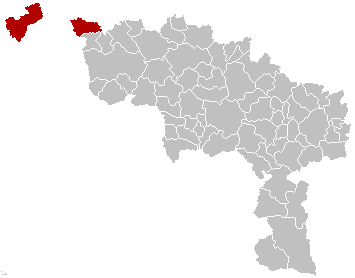
Het voormalige arrondissement Moeskroen

Het arrondissement Moeskroen was een arrondissement van de Belgische provincie Henegouwen. Het arrondissement is opgegaan in het nieuwe arrondissement Doornik-Moeskroen en omvatte 2 gemeenten:
- Komen-Waasten
- Moeskroen

Het arrondissement had een oppervlakte van 101,17 km² en telde 76.297 inwoners op 1 januari 2018.

## Geschiedenis
Het arrondissement Moeskroen werd opgericht in 1963 naar aanleiding van de definitieve vaststelling van de taalgrenzen in België. De toenmalige gemeenten Houthem, Komen, Neerwaasten, Ploegsteert (samen met het gehucht "Clef d'Hollande" van de gemeente Nieuwkerke) en Waasten werden overgeheveld van het arrondissement Ieper (West-Vlaanderen) en de gemeenten Dottenijs, Herzeeuw, Lowingen en Moeskroen (samen met het gehucht "Risquons-Tout" van de gemeente Rekkem) werden overgeheveld van het arrondissement Kortrijk naar het nieuw gevormde arrondissement Moeskroen in de provincie Henegouwen.
Op 1 januari 2019 werden de arrondissementen van Doornik en Moeskroen samengevoegd tot het nieuwe arrondissement Doornik-Moeskroen.